# Chupa Chups
Chupa Chups è un'azienda dolciaria spagnola produttrice di lecca lecca, fondata a Barcellona nel 1958 da Enric Bernat. Dal 2006 fa parte della multinazionale italiana Perfetti Van Melle. Il suo nome deriva dal verbo spagnolo chupar, che significa "succhiare".

## Storia
All'inizio degli anni cinquanta Enric Bernat, nipote di Josep Bernat, noto pasticciere di Barcellona, decise di costituire assieme a Nuria Serra (figlia di un altro pasticciere barcellonese, poi divenuta sua moglie) una società tutta sua, che chiamò Productos Bernat. Nel 1954 un amico di famiglia, Domingo Massanes, gli chiese di acquisire la Granja Asturias, azienda produttrice di mele. Inizialmente Bernat ne condivise il controllo al 50%; in seguito, dopo aver pensato di convertire l'azienda in una fabbrica di lecca lecca all'inizio chiamati "gol", nel 1958 la rilevò interamente, cambiandole il nome in Chupa Chups.
Dopo aver compiuto un'approfondita ricerca, Bernat capì che all'epoca i dolci non venivano fabbricati pensando ai bambini, che nello scartare le caramelle rendevano le loro mani appiccicose; allora gli venne l'idea di realizzare delle caramelle sorrette da un bastoncino di legno (in seguito sostituito da quelli in plastica, data la scarsità di legname in Spagna). Inoltre, sempre per migliorare le vendite, istruì i rivenditori a posizionare i lecca lecca vicino alla cassa anziché dietro al bancone, cosicché potessero essere più facilmente a portata di mano dei bambini.
Una volta costruiti i macchinari di fabbricazione, Bernat scelse di vendere i lecca lecca al prezzo di una peseta ciascuno.
Chupa Chups ebbe un successo immediato, tant'è che dopo soli 5 anni di attività i lecca lecca venivano venduti in 300.000 negozi. Dopo la caduta del regime franchista, avvenuta nel 1975, Chupa Chups si espanse a livello internazionale, a cominciare dai mercati dei paesi del Sudest asiatico, come Singapore e Malaysia. Negli anni ottanta l'azienda iniziò a vendere anche in Europa e negli Stati Uniti d'America, per poi allargarsi negli anni novanta nel resto dell'Asia e in Australia; addirittura nel 1995 i lecca lecca Chupa Chups arrivarono nello spazio, a bordo della stazione Mir.
Nel 1991 Bernat passò il controllo dell'azienda a suo figlio Xavier, mentre nel 1994 venne fondata la sussidiaria Smint.
Sempre negli anni Novanta, Chupa Chups venne pubblicizzata da diversi personaggi famosi, tra cui Johan Cruijff e Madonna, e persino all'interno di un videogioco, Zool.

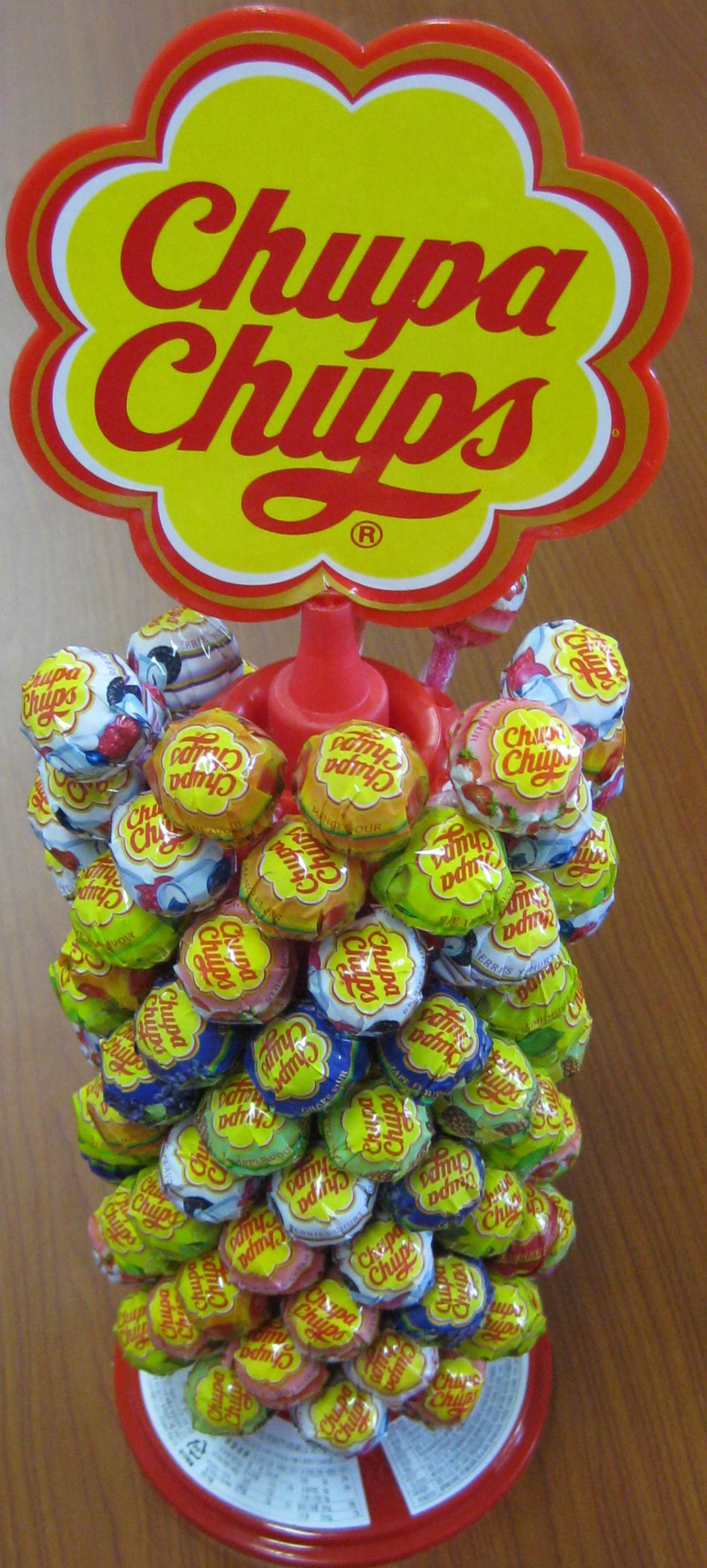
Espositore di Chupa Chups

Nel 2003, alla morte di Bernat, Chupa Chups vendeva 4 miliardi di lecca lecca all'anno in 150 nazioni, aveva 2000 dipendenti, fatturava per 500 milioni di euro ed il 90% delle vendite provenivano al di fuori della Spagna.
Nel luglio del 2006 l'intera azienda fu acquistata dal gruppo Perfetti Van Melle.
Il 26 settembre 2008 la Chupa Chups ha festeggiato a Barcellona, con un grande concerto trasmesso su Mtv, i 50 anni della sua fondazione.

## Logo
Il logo della Chupa Chups fu creato dal pittore surrealista Salvador Dalí. Quando fu lanciato per la prima volta, era accompagnato dallo slogan "És rodó i dura molt, Chupa Chups" che, tradotto dal catalano, significa "È rotondo e dura molto, Chupa Chups."